# Mylène de Zoete
Mylène de Zoete, née le 3 janvier 1999 à Naaldwijk, est une coureuse cycliste néerlandaise. Spécialiste de la piste, elle court également sur route.

## Biographie

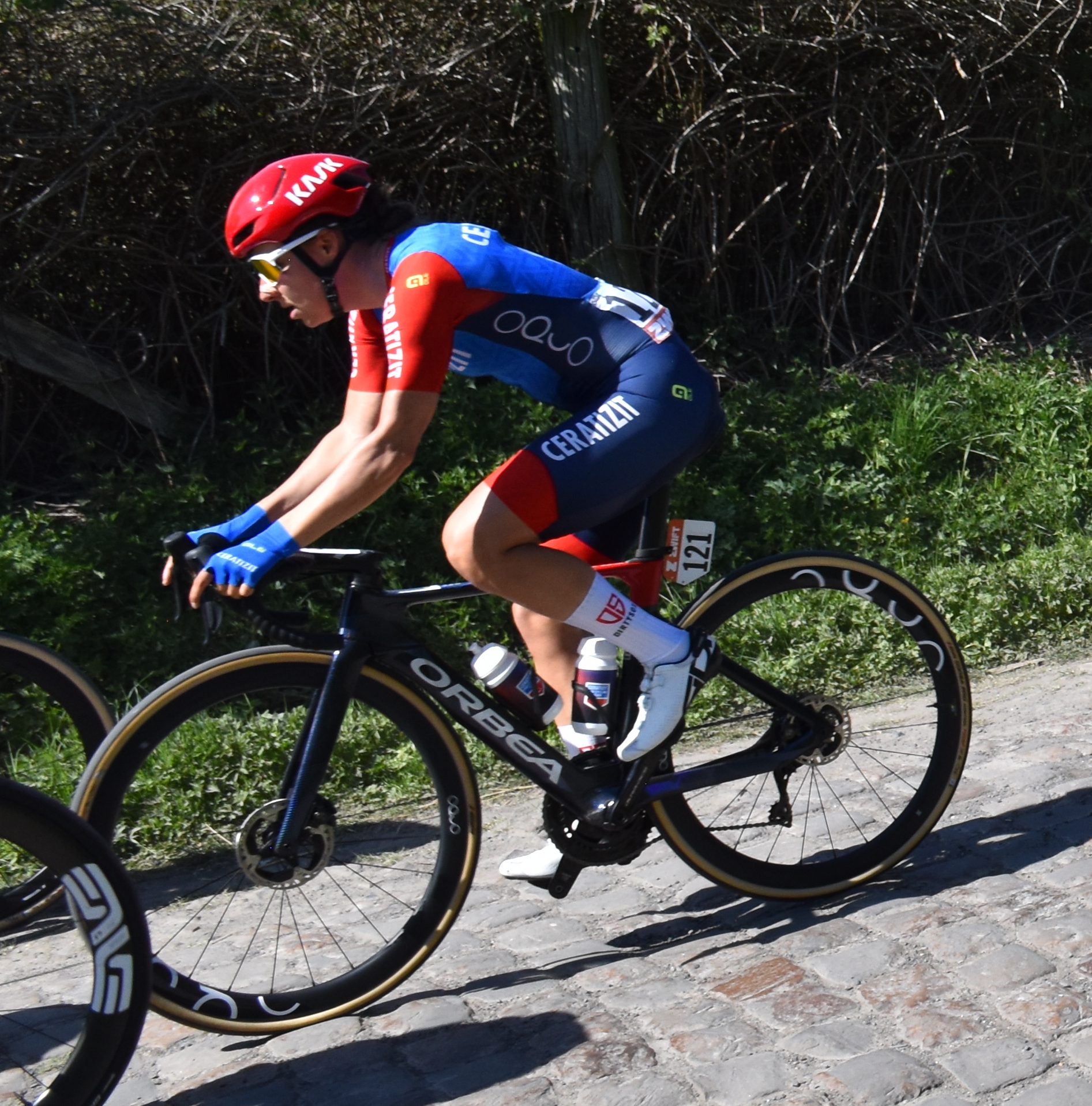
Mylène de Zoete #121 - Paris-Roubaix 2025.jpg

Mylène de Zoete participe à des compétitions de cyclisme depuis 2016. Elle s'illustre d'abord principalement sur piste. En 2016, elle devient championne des Pays-Bas de poursuite juniors (moins de 19 ans). Aux mondiaux sur piste juniors 2017, elle remporte deux médailles, l'argent sur le scratch et le bronze sur l'omnium. La même année, elle décroche également deux médailles aux championnats d'Europe juniors  : l'argent sur la poursuite par équipes et le bronze en poursuite individuelle, où elle établit un nouveau record national chez les juniors en 2 minutes et 25,166 secondes. En 2018 et 2020, elle est médaillée de bronze de la course à l'élimination aux championnats d'Europe espoirs (moins de 23 ans). En 2021, elle décroche le bronze en poursuite par équipes aux championnats d'Europe espoirs, disputés à domicile, à Apeldoorn. 
De Zoete participe également régulièrement à des compétitions sur route. En août 2020, elle est stagiaire au sein de l'équipe NXTG Racing. Elle signe un contrat professionnel l'année suivante au sein de cette équipe. Elle participe à la première édition de Paris-Roubaix Femmes en 2021 et termine 54e. En 2022, elle devient  championne des Pays-Bas sur l'omnium.

## Palmarès sur piste

### Championnats du monde
| Édition / Épreuve          | Scratch | Omnium |
| Montichiari 2017 (juniors) | Argent  | Bronze |

### Championnats d'Europe
| Édition / Épreuve                 | Poursuite individuelle | Poursuite par équipes | Élimination |
| Anadia 2017 (juniors)             | Bronze                 | Argent                |             |
| Aigle 2018 (espoirs)              |                        |                       | Bronze      |
| Fiorenzuola d'Arda 2020 (espoirs) |                        |                       | Bronze      |
| Apeldoorn 2021 (espoirs)          |                        | Bronze                |             |
| Munich 2022                       |                        |                       | Bronze      |

### Championnats des Pays-Bas
- 2016
  -  Championne des Pays-Bas de poursuite juniors
- 2018
  -  Championne des Pays-Bas de poursuite par équipes
- 2019
  -  Championne des Pays-Bas de poursuite par équipes
- 2022
  -  Championne des Pays-Bas d'omnium

## Palmarès sur route

### Par années
- 2023
  - 1re étape du Tour de l'île de Chongming
  - 2e du Tour de l'île de Chongming
- 2024
  - 1re étape du Tour de l'île de Chongming
  - 2e du Tour de l'île de Chongming
- 2025
  - 9e de la Classic Bruges-La Panne
  - 9e du Copenhagen Sprint

### Résultats sur les grands tours

#### Tour d'Italie
1 participation
- 2024 : 70e

#### Tour de France
1 participation
- 2024 : 107e

### Classements mondiaux
| Année                                 | 2018 | 2019 | 2020 | 2021 | 2022 | 2023 | 2024 |
| ------------------------------------- | ---- | ---- | ---- | ---- | ---- | ---- | ---- |
| Classement UCI                        | 600e | nc   | nc   | 465e | 183e | 72e  | 59e  |
| UCI World Tour                        | nc   | nc   | nc   | 142e | 145e | 53e  | 33e  |
|                                       |      |      |      |      |      |      |      |
| Légende : nc = non classéSource : UCI |      |      |      |      |      |      |      |